# 재즈의 장르 목록
이 문서에서는 재즈의 장르에 대해 다룬다.

## 랙타임
랙타임은 보통 피아노 독주곡의 형태이며, 흔히 재즈의 전신 또는 재즈의 탄생에 영향을 미친 장르로 평가받고 있다. 아프리카 토속음악과 유럽의 클래식이 만나서 탄생한 것이 랙타임이다. 그러나 흑인적 요소때문에 처음에는 선정적이고, 깜둥이 음악으로 비하를 당하였다. 이 당시 랙타임 연주자/작곡가였던 스콧 조플린은 많은 인기를 얻었으며, 대표곡인 "The Entertainer"은 편곡을 통해 영화《스팅》의 주제곡으로 사용되어 사람들에게 잘 알려져 있다.

## 스윙
1930년대는 빅밴드가 연주한 스윙이라는 장르가 크게 유행했다. 주로 흥겨운 댄스곡이었던 스윙은 대중들에게 많은 사랑을 받았고 이 당시 빅 밴드를 이끌던 뮤지션은 카운트 베이시, 듀크 엘링턴, 베니 굿맨 등이 있다.

## 비밥
1940년대 중반이 되면서 빅밴드가 연주하던 댄스곡인 스윙 시대의 말기에, 야심적인 흑인 뮤지션이 모여 연주를 시작했고 이 시기에 흔히 알려진 많은 재즈 뮤지션들이 등장하게 된다. 비밥은 이때 밤마다 열린 잼 세션에서 저절로 싹튼 새로운 재즈 스타일이다. 옥타브를 심하게 상하시키는 귀에 새로운 프레이징과 8분음표에 기초를 두는 비트를 의음적(擬音的)으로 '비밥'또는 '리밥'이라고 한 것이 어느새 명칭으로 되고 말았다. 이 혁신적인 재즈를 비난하는 사람이 처음엔 많았으나 결국 모던 재즈의 모태(母胎)가 되었다. 이 당시 비밥에 영향을 끼친 연주자로는 찰리 파커, 셀로니우스 몽크, 클리포드 브라운, 디지 길레스피, 막스 로치 등이 있다.

## 재즈 퓨전
마일스 데이비스 등 여러 뮤지션들에 의해 전자기타, 신시사이저 등 전자음악과의 결합이 시작되었고 이러한 경향은 재즈 퓨전이라는 장르를 만들게 된다. 이 당시 마일스와 함께 음악적 실험을 했던 웨인 쇼터, 칙 코리아, 허비 행콕, 존 맥러플린 등이 각자 활동을 펼쳤고, 웨더 리포트나 마하비슈뉴 오케스트라와 같은 그룹을 결성하기도 했다.

## 딕실랜드 재즈
최초의 재즈 스타일이다. 딕시(Dixie)란 미국 남부를 가리키는 속칭(俗稱)이다. 20세기 초 남부의 도시 루이지애나주 뉴올리언스의 흑인 브라스밴드에서 발생했다. 행진곡의 빠르기로 여러 개의 관악기가 각기 자유롭게 멜로디를 흩뜨려서 교차하는 것이 대위법적 효과를 낳는다. 재미있는 앙상블이 최대의 특징이지만 오늘날에는 처음과 끝이 앙상블, 중간이 솔로인 릴레이가 정형(定型)으로 되어 있다.

## 스윙 재즈
뉴욕이나 캔자스시티처럼 큰 댄스홀이 있는 도시에서는 소편성 딕시로는 안 되므로 10여 명으로 된 빅밴드가 번성했다. 1930년대 베니 굿맨 악단은 그 음악을 '스윙 음악'이라 하여 스윙 전성시대를 일으켰다. 재즈는 발생시부터 스윙을 가지고 있어 그 뜻에서 스윙 음악은 재즈와 동의어지만, 30년대의 재즈를 특히 스윙 재즈라 한다.

## 모던 재즈
1940년대에 와서 스윙 재즈는 침체했으나 야심을 가진 재즈맨들은 잼 세션을 통해 리듬, 멜로디, 하모니의 3요소에 이르는 재즈의 개혁을 실현했다. 이것이 비밥이며, 그 수법으로 된 재즈를 총칭하여 모던 재즈라고 한다. 발생 후 이미 20년 이상 경과하였고 재즈의 스타일도 다양화하고 있으므로 '모던 재즈'라는 호칭만으로는 구체적인 스타일을 잡을 수 없게 된 것이 오늘날의 현상이다.

## 트래디셔널 재즈(트래드)
모던 재즈 이전의 재즈(특히 딕실랜드 재즈나 스윙 시대 전기의 재즈)를 가리켜 '전통적 재즈'라고 한다. 전 세계적으로 많은 팬을 가지고 있으므로 때때로 리바이벌한다. 1940년대에는 모던 재즈에 대한 반동으로 번성하여, 60년대에는 영국에서 '트래드'(트래디셔널 재즈의 약칭)라는 이름으로 틴에이저에까지 애호되고 있다.

## 웨스트 코스트 재즈
캘리포니아주 로스앤젤레스에서 1950년대에 번성한 모던 재즈를 가리킨다. 특히 6·25사변 때 그 도시는 군수도시로 번영하였고 또 할리우드의 영화회사가 사운드 트랙 음악을 중시하기 시작하였으므로, 뛰어난 백인 음악가들이 모여들어 웨스트 코스트(서해안) 재즈의 전성시대를 이루었다. 클루로 세련된 매우 백인적이며 밝은 모던 재즈이나, 50년대 후기의 야성적인 흑인 재즈에 밀려 쇠퇴하였다.

## 이스트 코스트 재즈
'웨스트 코스트'에 반대하는 호칭으로, 뉴욕시를 중심으로 한 흑인의 모던 재즈를 말한다. 웨스트의 세련된 백인 재즈에 대해 이쪽은 어디까지나 흑인적인 바이탤리티에 차고 애드리브 솔로에 묘미를 발휘한다. 비밥이 보다 성숙된 형이므로 '하드밥'이라는 별칭도 있다. 그러나 이스트파 중에도 MJQ와 같이 소속 불명의 그룹도 있고 하여 너무 호칭에 구애될 필요는 없다.

## 부기 우기
1소절 8박으로 연주되는 블루스 연주이다. 그 기원은  오래며, 블루스의 발생 당초부터 존재하였다고 하나 1920년대 시카고의 흑인가에서 피아노 음악으로 발전했다. 당시 시카고는 공업도시로서 남부흑인의 이주가 격심하여 집세가 매우 비싸기 때문에, 상호부조라는 목적으로 각 가정이 '랜드 파티'를 열어 금전을 모았다. 부기 피아노는 거기서 인기를 독차지했었다. 지금은 커머셜 음악 속에 너무 깊이 침투하여 재즈로서는 쇠퇴했다.

## 하드밥
비밥에는 아직까지 잼 세션적인 복잡한 요소들이 몇 개 남아 있었다. 예컨대 연주의 최초와 최후에 나타나는 트럼펫과 색소폰에 의한 유니즌 테마의 연출 등은 매우 예스럽다. 1950년대에 이르러 다음 대를 잇는 젊은 흑인들이 나타나서 보다 작품적으로 매력이 있는 모던 재즈를 연주하기 시작했다. 밥의 바른 발전이라는 뜻을 포함하여 하드밥이라고 한다.

## 펑키(솔 재즈)
펑키는 본래 흑인 특유의 강한 체취를 뜻하는 속어이며, 이것이 형용사화한 것이 펑키이다. 재즈에서는 '흑인내가 난다'라는 뜻으로 쓰이며, 1950년대 이스트 코스트의 흑인 젊은이가 웨스트의 백인으로부터 주도권을 탈회한 이래 교회음악이나 블루스의 요소를 충분히 받아들인 흑인적 연주를 시작했을 때 그 대명사로 쓰이게 되었다. 솔 재즈도 같은 경향의 재즈이다.

## 전위 재즈
1950년대의 말기, 그 때까지의 모던 재즈와는 전혀 다른 개념의 새 재즈가 발생했다. 개시자는 알토 색소폰의 오넷 콜멘이다. 리듬, 멜로디, 하모니의 3분야에 걸쳐 종래의 관념으로는 엉터리라고 생각되던 일을 당당히 해냈다. 처음에는 조소를 받았으나 추종자가 많이 나타나 주류파에서도 그 수법을 채택하는 사람이 많아져서 다음 세대의 재즈를 담당할 것으로 인식되고 있다.

## 프로그레시브 재즈
웨스트 코스트 재즈의 발전과 나란히 재즈와 근대음악을 결부시키려는 시도가 백인 모더니스트들에 의하여 성행하게 되었다. 프로그레시브 재즈라는 말은 맨 처음 스턴켄튼악단의 심벌로 쓰였으나, 그 뒤 같은 경향의 재즈를 총칭하는 이름이 되었다. 결과적으로 성공하지는 못했지만, 지금에 와서는 1950년대 전반(前半) 백인 재즈를 상징하는 호칭으로 남아 있다.

## 쿨 재즈
비밥의 장점을 모두 흡수하여 더욱 발전시킨 모던 재즈이다. 억제가 잘된 사운드가 냉랭한 느낌을 준 데서 이런 이름이 붙었다. 제2차 세계 대전 직후의 혼란에서 침체기에 들어선 생활감각의 추이에 평행하여 보편적으로 좋게 받아들여졌다. 웨스트코스트 재즈의 중심이념으로 되었으나 흑인들 중심의 이스트코스트 재즈인 하드밥이 성행하게 되자 차츰 자취를 감추었다.
1940년말이 되자 비밥의 열정적인 에너지와 긴장감은 조용하고 부드러운 느낌을 주는 쿨 재즈 사운드로 대체되어 갔는데, 쿨 재즈의 특징은 길고, 일렬로 늘어선 듯한 멜로디 라인이었다.

## 핫 재즈
1920-1940년경까지 리얼 재즈를 가리키는 용어로 쓰였으나, 지금은 사어가 되었고 '스윙의 느낌에 찬 재즈'를 뜻한다. 그러나 급속조만을 가리키는 것이 아니라 슬로우 블루스 등의 트럼펫이나 클라리넷이 지니는 스윙의 느낌에 관해서도 '열정적인'으로 쓰였다. 프랑스의 파나셰가 재즈에 관한 최초의 명저에 '핫 재즈'라는 이름을 붙였기 때문에 보급에 박차를 가했지만 또한 쇠퇴도 빨랐다.

## 리얼 재즈
한마디로 재즈라 해도 그 범위는 넓다. 지금은 재즈와 파퓰러 음악과의 경계가 더욱 불명료해졌다. 그 이유는 파퓰러 음악이 점점 재즈 주법을 수용하기 때문이다. 오늘날의 세계 파퓰러 음악치고 수법적으로 재즈의 영향을 받지 않는 것은 거의 없다. 따라서 그것들과 구별하기 위하여 진짜 재즈를 뜻하는 말로 리얼 재즈라는 말을 쓴다. 파나셰의 제2의 저서 표제가 되기도 하였다.

## 커머셜 재즈
단순한 댄스 음악에 지나지 않았던 재즈는 모던기에 들어서 댄스와 절연하고 오로지 성인의 음악으로 전진해 왔다. 이러한 리얼 재즈에 대하여 대중의 인기를 목표로 한 재즈를 커머셜 재즈(또는 뮤직)라 한다. 리얼과 커머셜의 한계를 설명할 수 없으나 여러 가지 재즈를 들어서 판별할 수 있게 된다.

## 캄보 재즈
소편성 밴드로 하는 연주를 말한다. combination이라는 말이 줄어서 캄보가 되었다 한다. 1940년 전후부터 재즈맨 간에 통용되기 시작한 슬랭으로 비그밴드에 대한 소편성(보통 트리오에서 8인 편성의 옥텟트 정도까지)을 가리켰으나 그 이후 재즈의 주류를 이루고 있었던 것은 캄보 재즈이다.

## 보사 노바
보사노바는 포르투갈어로 새로운 물결이라는 뜻이다. 독일 재즈평론가 요아힘 E 베렌트는 저서 '재즈북'에서 "보사노바는 삼바와 쿨 재즈가 합쳐진 것"이라고 규정했다. 가사와 멜로디가 모두 지적이며 차분한 경향을 띠고 있다. 억제된 새로운 하모니와 새로운 리듬을 사용하며, 재즈의 영향은 받았으나 본질적으로는 백인적인 음악이며 다소 객관적인 성인들의 음악이다.

## 캔자스 시티 재즈
1920년대의 후반, 미주리주의 악덕정치가 헨다개스트는 금주법을 무시하고 캔자스시티를 치외법권적 환락도시로 만들었다. 이런 분위기 속에서 뉴욕에서 볼 수 없는 빅밴드 재즈가 발생하였다. 볼륨이 있는 사운드 뮤직과 잼 세션적인 헤드 어레인지로 하는 연주는 그 곳에서 우수한 뮤지션의 뉴욕 진출과 더불어 비밥의 형성을 촉진하였다.

## 메인스트림 재즈
메인스트림이란 주류라는 뜻이다. 스윙 시대에서 모던 재즈 시대에 걸쳐 다소 모던한 센스를 가지면서 스윙이디엄으로 연주한 캄보 세션을 말한다. 스윙도 아니고 모던도 아닌 중간적인 스타일인 데서 영국에서는 '메인스트림 재즈'라 하고 있다.

## 모드 재즈
1950년대의 후반에 마일스 데이비스는 재즈의 애드리브가 코드 진행에 얽매여 매너리즘에 빠지는 현상을 타파하기 위하여 모드(몇 개의 음을 내세우는 것－선법 또는 음렬이라고 번역된다)를 정하여 그에 따라 애드리브하는 재즈를 시작하였다. 이것으로 기성코드 진행은 없어지고 1개 내지 2개의 코드로 단순화되어 애드리브의 여지가 생기게 된다는 것이다.

## 래그타임
1890년경 미주리주의 작은 도시의 흑인으로부터 시작되어 20세기 초엽 케이크 위크란 댄스스텝과 함께 세계에 유행한 피아노 음악이다. 구성면에서는 클래식의 론도 형식과 흡사하며 전반에 걸쳐 유럽적인 색채가 짙으나 리듬이 다소 흑인적이다. 즉흥적인 요소는 없고 보는 대로 타는 것(연주)이 작법으로 되어 있어, 래그타임이 진화하여 재즈가 되었다는 설은 지금에 와서는 낡은 것으로 되었지만 재즈를 구성한 한 요소임에는 틀림없다.

## 저그 밴드
저그란 술을 넣는 단지 또는 병이라는 말이다. 병의 입에 입술을 대어 숨이나 소리를 불어넣어 베이스나 튜바 등 리듬악기의 대용으로 한다. 큰 돈을 들이지 않고 싸게 연주를 즐긴 시골흑인의 발명품 중 하나이다. 이를 더한 민족색이 풍부한 밴드를 저그 밴드라고 한다. 저그 밴드는 1910년대부터 1930년대 초에 시골서 유명한 것이나, 60년대의 포크 붐으로 얼마간 부활하였다.

## 가스펠 송
흑인교회가를 말한다. 모던 스피리추얼이라 해도 무방하다. 1930년대부터 흑인교회에서는 재즈나 블루스의 수법을 십분 사용하여 새로 만든 교회가를 부르기 시작했다. 몹시 스윙감이 있는 노래이며 블루스적이기도 하다. 백인교회에는 없다. 따라서 기원은 그리 오래지 않다. 50년대 후반에 가스펠 송은 모던 재즈의 세계로 뛰어들어 이른바 펑키 등의 재즈를 낳았다.

## 리듬 앤 블루스
캔자스시티에서 유행했던 시골풍의 블루스 창법이 뉴욕의 할렘에서 흑인의 파퓰러 음악으로 변한 것이다. 강한 비트에 실어서 셔우트하는 흑인적인 것으로, 이를 백인이 흉내낸 것이 로큰롤이다. 그러나 지금 이 2개의 말은 그리 명확하게 구분되어 쓰이지 않는다. 리듬 앤드 블루스는 악기만으로 연주되는 일도 있다. 그런 테너 주법을 헝크 테너라고 한다.

## 서드 스트림
1960년 MJQ의 피아니스트 존 루이스와 짝이 된 순음악가 건서 슐러가 제창한 말이다. 클래식을 제1의 흐름으로, 재즈를 제2의 흐름으로 하여 양자가 합쳐진 새로운 재즈를 서드 스트림 뮤직(제3의 흐름)이라 했다. 작품은 퍽 흥미 있는 것도 있었으나, 결국 클래식한 면으로는 유치하고 재즈적으로도 부족하다는 세평을 받아 몇 장의 LP판을 내고 좌절되었다.

## 칵테일 피아노
호텔 등의 칵테일 라운지에서 연주하는 피아노는 재즈적인 리듬과 센스를 가지고 있으나, 보다 무드 음악풍이다. 그런 점에서 재즈 피아니스트로서는 인기가 있어도 다소 커머셜한 선을 노리든가 재즈에 익숙하지 못한 피아니스트를 가리켜 "그는 칵테일 피아니스트이다"라고 말한다. 칵테일 피아노는 어려운 일이지만, 이러한 용법은 경멸의 뜻을 품고 있다.

## 랩
노래보다 빠른 속도로 말하거나 중얼거리는 대중음악 랩음악은 가락보다는 리듬을 강조한 반주에 맞춰 부른다. 랩음악은 1970년대 중반에 미국 뉴욕에서 처음 시작되어 주로 아프리카계 미국인인 10대들 사이에서 유행했으며, 곧 미국 전역과 다른 나라에 퍼졌다. 랩음악은 창작력을 불러일으키는 힘을 가져 1980년대와 1990년대에 록음악을 대신했다는 평가도 받았지만 랩음악은 가사의 일부가 민족주의와 폭력을 조장하고 여성에 대한 경멸을 담고 있다는 비난도 받았다.  랩음악은 자메이카의 디스크자키들이 클럽에서 녹음한 음악을 틀어놓고 이야기를 하던 데서 비롯됐으며, 자메이카 태생의 디스크자키 쿨 허크가 뉴욕에 랩음악을 소개했다. 허크와 다른 디스크 자키들은 턴테이블 2개를 놓고 랩을 만들었는데 한 음반에서 다른 음반으로 재빨리 옮기면서 두 노래 사이에 비트(악센트가 강한 리듬)을 섞어 두 노래가 어울리게 이어 맞췄다.

## 레게
1960년대 자메이카에서 발달한 대중음악. 처음에 주로 가난한 자메이카 사람들이 부르던 노래였으나 이후 자메이카뿐만아니라 영국, 미국에 퍼져 유행했다.  레게음악의 가사는 대부분 가난한 자메이카 사람들이 갖는 사회에 대한 관심과 종교에 대한 믿음을 다루고 있다. 레게음악은 4/4박자에 불규칙하면서 강한 악센트가 특징이다. 짧은 리듬을 전기기타와 드럼세트로 여러 번 반복하거나 오르간이나 피아노로 반복하기도 한다. 리듬이 복잡한 경우도 있으나 화성은 단순하며, 록음악처럼 소리도 크다.  레게음악은 아프리카의 전통 음악, 자메이카 사람들의 민속음악, 북아메리카의 대중음악을 뿌리에 두고 있으며, 자메이카의 대중음악인 '스카'와 '록 스테디'에서 발전했다.